# Pont Vell de Besiers
El Pont vell (occità: Pont Vièlh; francès: Pont vieux) és un pont situat a Besiers, al departament d'Erau (França). Característic de l'arquitectura romànica (segle XII), permet el pas del riu Orb. Durant molt temps va ser l'únic punt de pas del Orb al llarg del camí de Provença a Tolosa de Llenguadoc. Ha patit diverses obres en diferents èpoques: segles xiv, xv i xvi. En cartes dirigides als Cònsols de Besiers, Carles VII i Lluís XI parlaven d'un pont "de gran antiguitat, sumptuós i de gran edifici".
El Pont Vell de Besiers va ser classificat com a Monument historique el 18 de juny de 1963.